# Варгафтік Артем Михайлович
Артем Михайлович Варгафтік (нар. 2 липня 1971, Москва) — російський віолончеліст, музичний педагог, критик, радіо і телеведучий, популяризатор академічної музики.

## Біографія
Народився 2 липня 1971 року у Москві. Син хіміка Михайла Натановича Варгафтіка, онук теплофізика Натана Борисовича Варгафтіка.
Закінчив Академічне музичне училище при Московській консерваторії та Російську академію музики ім. Гнесіних за класом віолончелі та аспірантуру Московської консерваторії по кафедрі історії та теорії виконавства (1998). Грав на віолончелі в кількох оркестрах: Філармонія націй (диригент Ю. Франц), Московія (диригент Е. Грач), Молода Росія (диригент М. Горенштейн). З 1997 року – викладач історії віолончельного мистецтва, а також музичної журналістики у РАМ ім. Гнєсіних.
У 1994 - 2003 роках - музичний оглядач радіостанції "Ехо Москви" , з 2004 - ведучий програми "Спірна музика" на радіостанції "Маяк". У 2005 році програма «Спірна музика» була удостоєна премії «Радіоманія». З 2019 року також співпрацює з радіостанцією «Радіо Росії». На даному радіо та радіо «Культура» веде програми «Музична подорож», «Хіт-парад з Артемом Варгафтиком», «Опера та життя», а також «Сильне враження».
З 1996 року — провідний програм, присвячених класичній музиці, на телебаченні: програма «Сад культури» на Російському телебаченні, цикл передач про Ріхарда Вагнера на каналі «ТВ Центр» під назвою «Мерзавець», програми «Партитури не горять» та «Оркєстрова яма» на телеканалі «Культура»; музичний оглядач програм «Положення речей» та «Тим часом» (телеканал «Культура»). Двічі Лауреат російської телевізійної премії «ТЕФІ». У 2003 році лауреатом премії «ТЕФІ» у номінації «Музична програма» стала телепрограма «Оркестрова яма» каналу «Культура», причому спочатку було оголошено про перемогу «Фабрики зірок-2» «Першого каналу», але потім президент Міжнародної академії Анатолій Лисенко випустив заяву, що підрахунок голосів було здійснено невірно. У 2004 році програма "Партитури не горять" знову отримала "ТЕФІ" у номінації "Музична програма" .
З 2007 року розпочалася активна співпраця Артема Варгафтика з Московською філармонією. У Камерному залі філармонії було презентовано його авторський проект «Популярна музична енциклопедія», він став автором і ведучим циклом «Історія одного шедевра», а також ведучим концертів проекту «Мама, я меломан». Крім того, співпрацював зі Свердловською філармонією, а також із Московським міжнародним Будинком музики та іншими російськими філармоніями.

## Публікації
- Партитури також не горять. - М: Класика-XXI, 2006. - 336 стор. - 3000 прим. ISBN 5-89817-158-4 .
- Секрети великих композиторів - М: Видавництво АСТ, 2021. ISBN 978-5-17-136457-1